# Sensibilidade (epidemiologia)
Este artigo é referente à sensibilidade de testes diagnósticos.

## Definição
Seja D = ({\displaystyle d_{1},d_{2},..,d_{C}}) o conjunto de categorias de determinado diagnóstico, A={{\displaystyle a_{1},a_{2},..,a_{n}}} um arranjo aleatório de indivíduos cuja referência de diagnóstico X = {{\displaystyle x_{1},x_{2},..,x_{n}}} e cujo diagnóstico de acordo com um outro critério (ou teste diagnóstico) é Y = {{\displaystyle y_{1},y_{2},..,y_{n}}}. A variável D representa as categorias possíveis de diagnóstico, a variável A a amostra em estudo, a variável X o diagnóstico referência, dado pelo padrão-ouro, e Y o diagnóstico da mesma amostra de acordo com um novo teste.
A sensibilidade de um diagnóstico é a probabilidade do critério em estudo Y detectá-lo.

## Tabela de contingência e matriz confusão
Matriz confusão é o nome dado à matriz CxC, em que o valor de um item{\displaystyle _{i,j}} representa quantos casos na amostra com diagnóstico j foram diagnosticados como i.
Por Convenção o diagnóstico padrão é representado nas colunas.
Quando C=2, ou seja, quando há apenas dois diagnósticos possíveis (como sim ou não), a matriz 2x2 é chamada de tabela de contingência. Nas tabelas de contingência a sensibilidade é sempre referente ao diagnóstico definido como positivo e a sensibilidade do negativo coincide com a especificidade positivo, por este motivo usamos simpesmente sensibilidade e especificidade, sem parâmetros. O diagnóstico definido como positivo por definição deve encontrar-se na primeira linha.
Matriz confusão M:
{\displaystyle M={\begin{bmatrix}m_{11}&m_{12}&\cdots &m_{1C}\\m_{21}&m_{22}&\cdots &m_{2C}\\\vdots &\vdots &\ddots &\vdots \\m_{C1}&m_{C2}&\cdots &m_{CC}\end{bmatrix}}}
|          | Positivo                 | Negativo                 |
| Positivo | Verdadeiro positivo (VP) | Falso positivo (FP)      |
| Negativo | Falso negativo (FN)      | Verdadeiro negativo (VN) |

## Como calcular
A sensibilidade é calculada por {\displaystyle VP \over {VP+FN}}.
O número de verdadeiros positivos de um diagnóstico D é {\displaystyle m_{D,D}}.
O número de falsos negativos de um diagnóstico D é {\displaystyle (\sum _{i=1}^{C}{m_{i,D})-m_{D,D}}}.
O cálculo de FN não é necessário na tabela de contingência pois ele já é representado por {\displaystyle m_{2,1}}.